# 馬萊姆奧達爾
14°05′18″N 15°17′40″W / 14.08833°N 15.29444°W

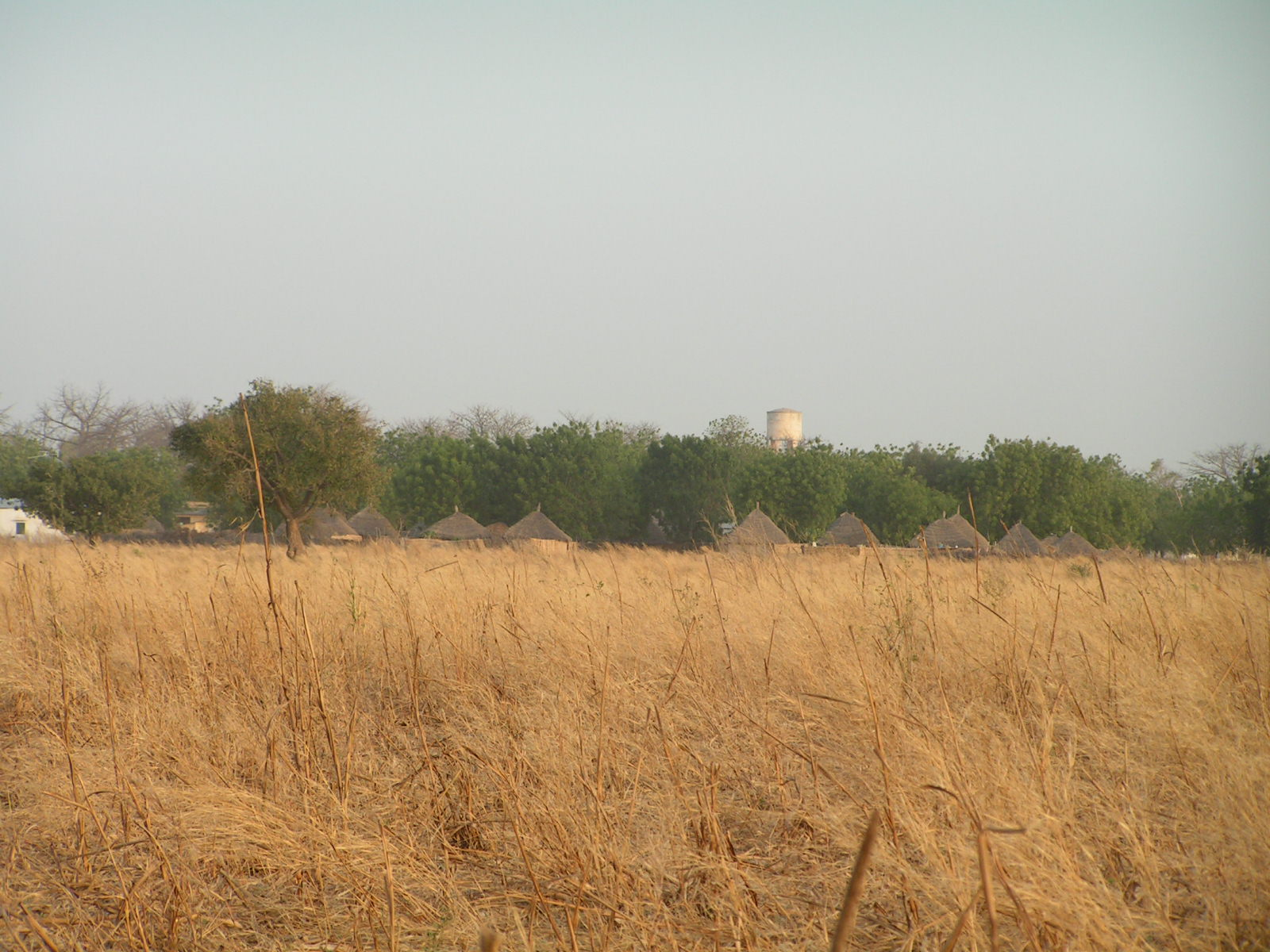
馬萊姆奧達爾

馬萊姆奧達爾（法語：Malem-Hodar），是塞內加爾的城鎮，位於該國中部，由卡夫林區負責管轄，是馬萊姆奧達爾省的首府，面積625.5平方公里，海拔高度41米，2005年人口30,000。